# Campbell (Ohio)
Campbell è un comune degli Stati Uniti d'America, situato nello stato dell'Ohio, nella contea di Mahoning.